# The Midnight Stage
The Midnight Stage er en amerikansk stumfilm fra 1919 af Ernest C. Warde.

## Medvirkende
- Frank Keenan som John Lynch/Bige Rivers
- Mignon Anderson som Mary Lynch
- Charles Gunn som Harvey James
- Maude George som Nita
- Ernest C. Warde som McGrough